# Пинчан
Пинча́н (кит. упр. 平昌, пиньинь Píngchāng) — уезд городского округа Бачжун провинции Сычуань (КНР). В название уезда взято по одному иероглифу из названий существовавших здесь ранее уездов Пинчжоу и Тунчан.

## История
При империи Западная Вэй был образован уезд Пинчжоу (平州县). При империи Ли Сун он был ликвидирован, а при династии Лян в 525 году был образован уезд Пинчуань (平川县). При империи Северная Чжоу в 564 году он был переименован в Тунчан (同昌县), а при империи Суй в 589 году — в Гуйжэнь (归仁县). При империи Северная Сун в 966 году уезд Гуйжэнь был присоединён к уезду Цзэнкоу (曾口县), который вошёл в состав области Бачжоу (巴州). При империи Мин в области Бачжоу не осталось подчинённых уездных структур.
После Синьхайской революции область в 1913 году была преобразована в уезд Бачжун (巴中县).
В 1930-х годах эти земли оказались в составе Сычуань-Шэньсийского советского района. В 1935 году здесь была восстановлена власть центрального правительства.
В 1948 году здесь был создан уезд Пинчан.
В 1950 году эти земли вошли в состав Специального района Дасянь (达县专区). В 1970 году специальный район Дасянь был переименован в Округ Дасянь (达县地区). В 1993 году постановлением Госсовета КНР округ Дасянь был переименован в округ Дачуань (达川地区), и при этом из него был выделен округ Бачжун (巴中地区), в состав которого вошли уезды Тунцзян, Наньцзян, Бачжун и Пинчан.
В 2000 году постановлением Госсовета КНР округ Бачжун был преобразован в городской округ.

## Административное деление
Уезд Пинчан делится на 1 уличный комитет, 25 посёлков и 18 волостей.